# Lothar Zöllner
Lothar Zöllner (* 1931 in Dresden) ist ein ehemaliger deutscher Diplomat. Er war von 1987 bis 1990 Botschafter der DDR in der Mongolischen Volksrepublik (MVR).

## Leben
Zöllner, Sohn eines Klempnermeisters und einer Hausfrau, hatte vier Geschwister. Er besuchte bis 1945 die Volksschule, danach eine Fachschule. Als gelernter Fleischer begann er ein Studium der Außenpolitik an der Deutschen Akademie für Staats- und Rechtswissenschaft in Potsdam, das er 1963 als Diplomstaatswissenschaftler abschloss.
Zöllner trat in den diplomatischen Dienst der DDR ein und arbeitete 1963/64 arbeitete als Oberreferent im Sektor Mongolei der Abteilung Ferner Osten des Ministeriums für Auswärtige Angelegenheiten der DDR (MfAA). Von 1964 bis 1967 war er an der Botschaft der DDR in Ulan Bator als politischer Mitarbeiter zuerst im Rang eines Attachés, später eines 3. Sekretärs tätig. Von 1967 bis 1970 war er Mitarbeiter in der 1. Außereuropäischen Abteilung (Ferner Osten) im MfAA und von 1970 bis 1974 erneut an der Botschaft in der MVR, diesmal als 1. Sekretär. Von 1974 bis 1976 studierte er an der Akademie für Gesellschaftswissenschaften in Moskau. Anschließend arbeitete er bis 1979 als Botschaftsrat und Geschäftsträger a. i. der DDR in der Mongolei. Nach einer Tätigkeit als Sektorenleiter in der Abteilung Sowjetunion des MfAA von 1980 bis 1984 fungierte er bis 1986 als Botschaftsrat und Geschäftsträger an der Botschaft der DDR in Vietnam. Von Januar 1987 bis September 1990 wirkte er als Botschafter in der MVR. Einen Tag vor dem Tag der deutschen Einheit kehrte er im Oktober 1990 nach Berlin zurück.
Zöllner war Mitglied der Sozialistischen Einheitspartei Deutschlands (SED). Er lebt als Botschafter a. D. in Berlin und ist seit der Gründung im September 2000 Vorsitzender des Mongoleiforums des Asien-Pazifik-Forums Berlin (APFB).